# Ira (namn)
Ira är ett könsneutralt namn.
I den finlandssvenska namnsdagslängden har Ira namnsdag 5 april sedan 2015.

## Personer med namnet
- Ira David Sankey, en amerikansk musiker
- Ira Gershwin, en amerikansk författare och kompositör
- Ira Harris, en amerikansk politiker
- Ira Hayes, en amerikansk pimaindian
- Ira Levin, en amerikansk författare
- Ira Losco, en sångerska från Malta
- Ira Washington Rubel, en amerikansk uppfinnare